# Weronika Zubowicz
Weronika Zubowicz (ur. 1999 w Wejherowie) – polska aktorka.

## Filmografia

### Filmy i seriale
| Rok       | Tytuł              | Rola                             | Uwagi                       |
| --------- | ------------------ | -------------------------------- | --------------------------- |
| 2019      | Na sygnale         | Oliwia                           | odc. 253                    |
| 2019      | Lekcja o seksie    |                                  |                             |
| 2020      | Na Wspólnej        | modelka                          |                             |
| 2021-2022 | Brzydula 2         | modelka                          | odc. 107-108, 155, 225, 234 |
| 2021-2023 | Klan               | Weronika Wińska                  |                             |
| 2022      | Na dobre i na złe  | Lena Sawicka                     |                             |
| 2022      | M jak miłość       | pielęgniarka; asystentka; niania | odc. 1637, 1665, 1685       |
| 2023      | Wieczór kawalerski | gościni klubu                    |                             |
| 2023      | Sługa Narodu       | wirtualna kobieta                | odc. 28                     |
| 2023      | Przyjaciółki       | Coral                            | odc. 264                    |
| 2024      | Bokser             | ring girl                        |                             |
| 2025      | M jak miłość       | sekretarka                       | odc. 1861                   |